# ニウセルラー
ニウセルラーとは、エジプト第5王朝の第6代ファラオである。

## ピラミッド
ニウセルラーのピラミッドとされるものは、アブシールにある。基底部78.8m、高さ52m。ピラミッド葬祭殿からの遺物は、カイロのエジプト考古学博物館で見ることが出来る。